# Claudiomiro Estrais Ferreira
Claudiomiro, születési nevén Claudiomiro Estrais Ferreira (Porto Alegre, 1950. április 30. – Canoas, 2018. augusztus 24.) válogatott brazil labdarúgó, csatár.

## Pályafutása

### Klubcsapatban
1967 és 1974 között az Internacional labdarúgója volt, ahol hat Gaúcho bajnoki címet szerzett az együttessel. 1975-ben a Botafogo, 1976-77-ben a Flamengo, 1977-78-ban a Caxias csapatában szerepelt. 1979-ben visszatért az Internacionalhoz, de még ebben az évben a Novo Hamburgo együtteséhez igazolt és itt fejezte be az aktív labdarúgást.

### A válogatottban
1971-ben öt alkalommal szerepelt a brazil válogatottban és egy gólt szerzett.

## Sikerei, díjai
Internacional
- Gaúcho bajnokság
  - bajnok (6): 1969, 1970, 1971, 1972, 1973, 1974